# 初瀬

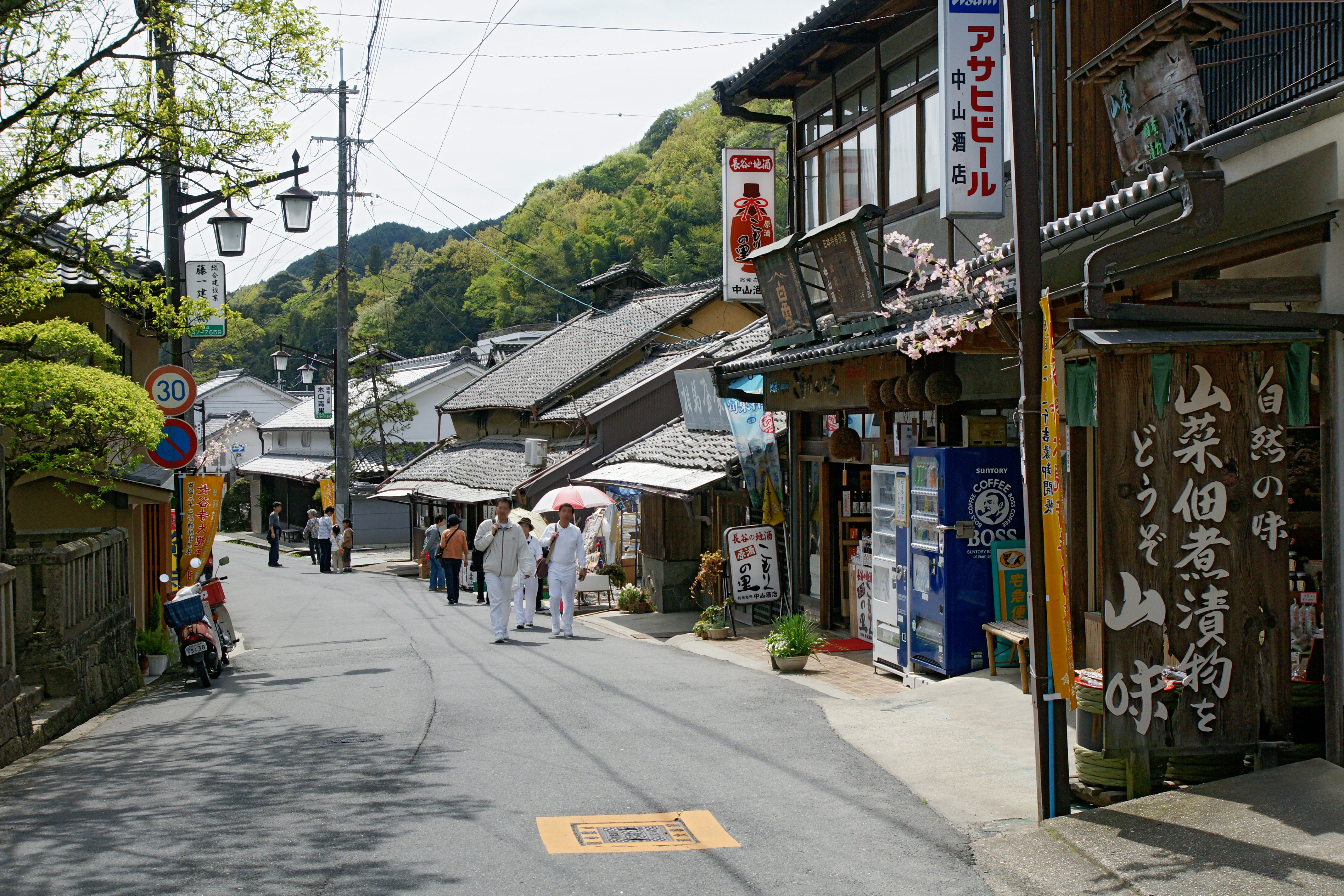
長谷寺の表参道

初瀬（はせ）は、奈良県桜井市の地名。古くは「はつせ」と呼ばれ、「泊瀬」とも表記した。初瀬山には西国三十三所第八番の長谷寺がある。

## 概要
泊瀬の名は『万葉集』巻7-1095に見ることができる。
この場所は大和川が東から大和盆地に流れ下る川口にあたり、船舶による運搬が主だった上古の時代の船着場（＝泊瀬）でもあった。これより上流は三輪山の南麓を東西に流れる隠遁とした長い谷となっており、万葉の歌はこの様子を詠んだものである。
泊瀬は東国との交通の要衝でもあり（初瀬街道）、古代の皇室が支配していたとされる土地である。後述の天皇の宮の他、御名入部である長谷部は、のちの飛鳥時代の皇族の諱に見られる。
- 第32代崇峻天皇（諱を泊瀬部という）
- 泊瀬王（厩戸皇子の子、名代である長谷部を継いだと考えられる）

初瀬は、古今和歌集と百人一首に選ばれた紀貫之の有名な「人はいさ　心も知らず　ふるさとは　花ぞ昔の　香ににほひける」の詞書（ことばがき）に登場する。「初瀬に詣づるごとに宿りける人の家に、久しく宿らで、程へて後にいたれりければ、かの家のあるじ、かく定かになむ宿りは在る、と言ひ出して侍りければ、そこに立てりける梅の花を折りて詠める」貫之が京都から奈良まで何度も長谷寺を参拝していたことがうかがわれる事跡である。長谷寺境内には、この歌碑と貫之梅がある。

## 泊瀬朝倉宮
第21代雄略天皇が、当地に泊瀬朝倉宮を置いたとされるが、その所在地は考古学的には確定していない。宮の場所については古くから2つの説があり、『帝王編年記』などは磐坂谷（桜井市岩坂）、『大和志』などは天の森（桜井市黒崎）とするが、立地条件などから、どちらの場所も宮の所在地としては疑問視されている。黒崎の白山神社境内にも「泊瀬朝倉宮伝承地」の碑がある。また、桜井市脇本の脇本遺跡も泊瀬朝倉宮跡の有力な候補地とされ、1984年には5世紀後半のものと推定される掘立柱穴が発見されている。

## 泊瀬列城宮
第25代武烈天皇は、初瀬から少し下った出雲に泊瀬列城宮（はつせのなみきのみや、『古事記』では「長谷之列木宮」）を置いたとある。この地の十二柱神社に「武烈天皇泊瀬列城宮跡」の石碑が残る。

## 名所旧跡
- 長谷寺 - 真言宗豊山派総本山。本堂は国宝。天武期に初瀬山の西に置かれた現在の本長谷寺が最初とされる。
  - 西国三十三所第八番札所となっており、山腹の山門前から山麓にかけての参道に沿って大きな門前町が形成されている。
- 法起院 - 西国三十三所番外札所
- 茶房長谷路（山田酒店） - 日本庭園と江戸時代築の建物が現存する邸宅。建物6棟は国の登録有形文化財。カフェレストランおよび版画美術館として公開。
- 大和玉仙閣美術館

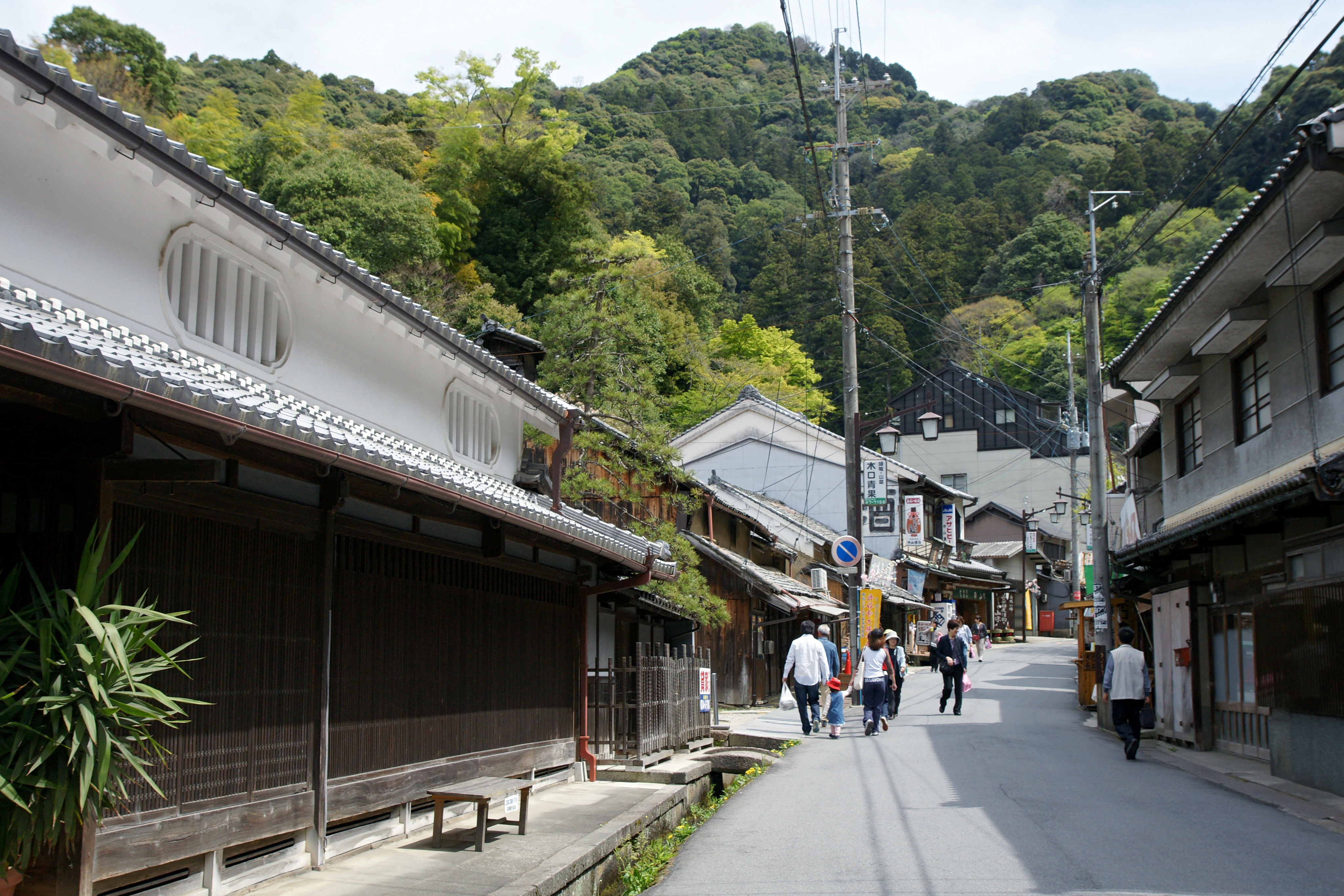
初瀬山と長谷寺参道
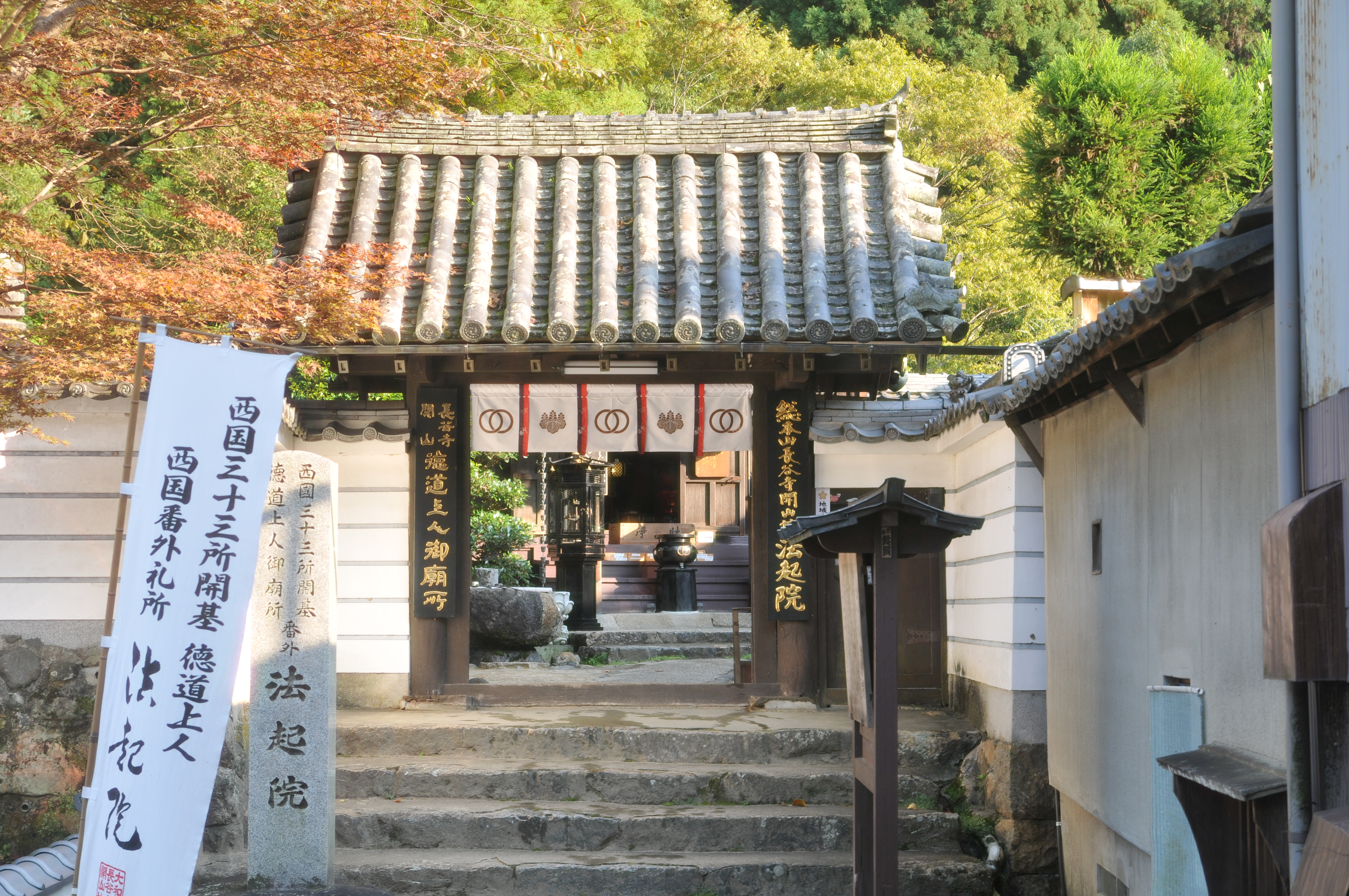
法起院
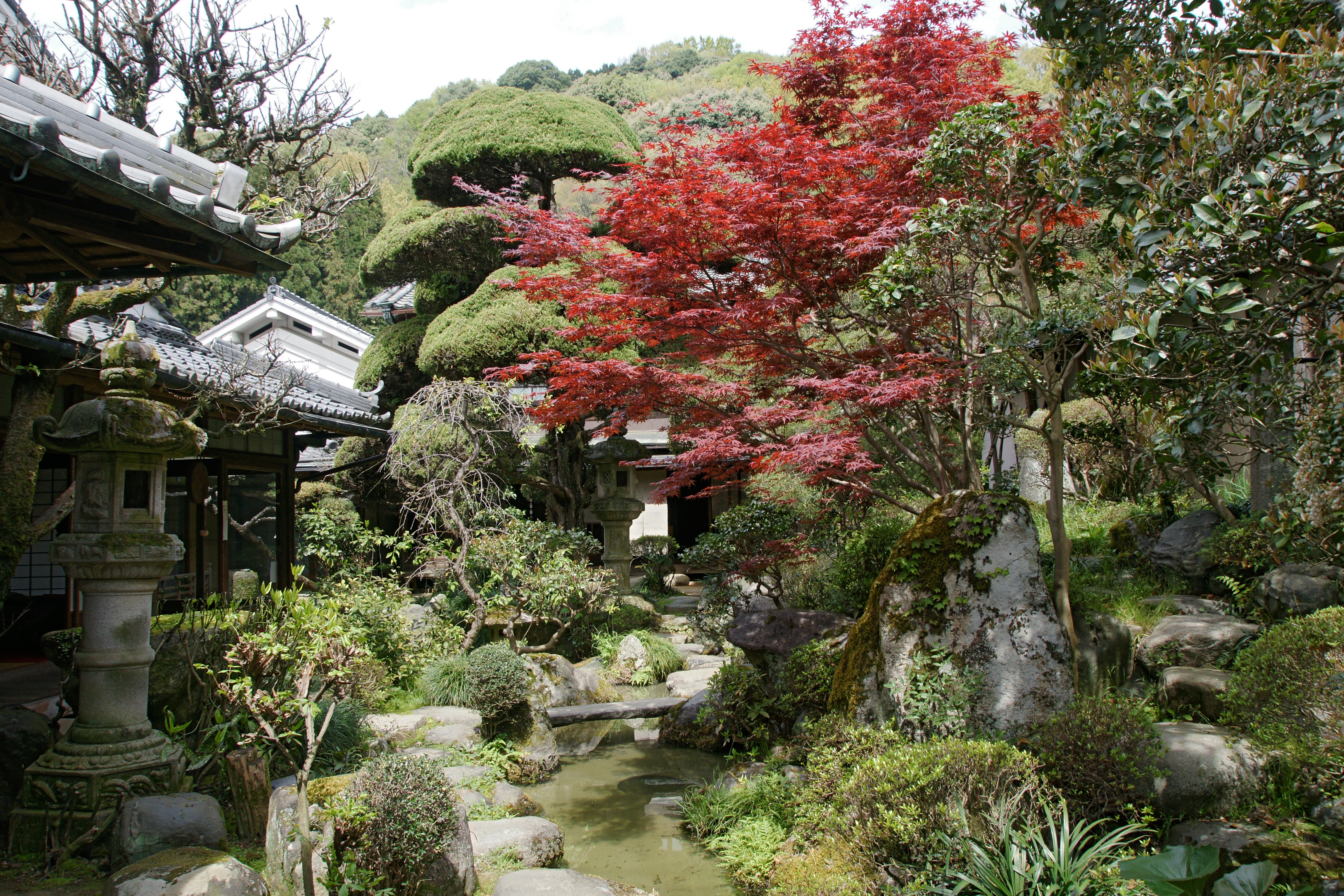
茶房長谷路
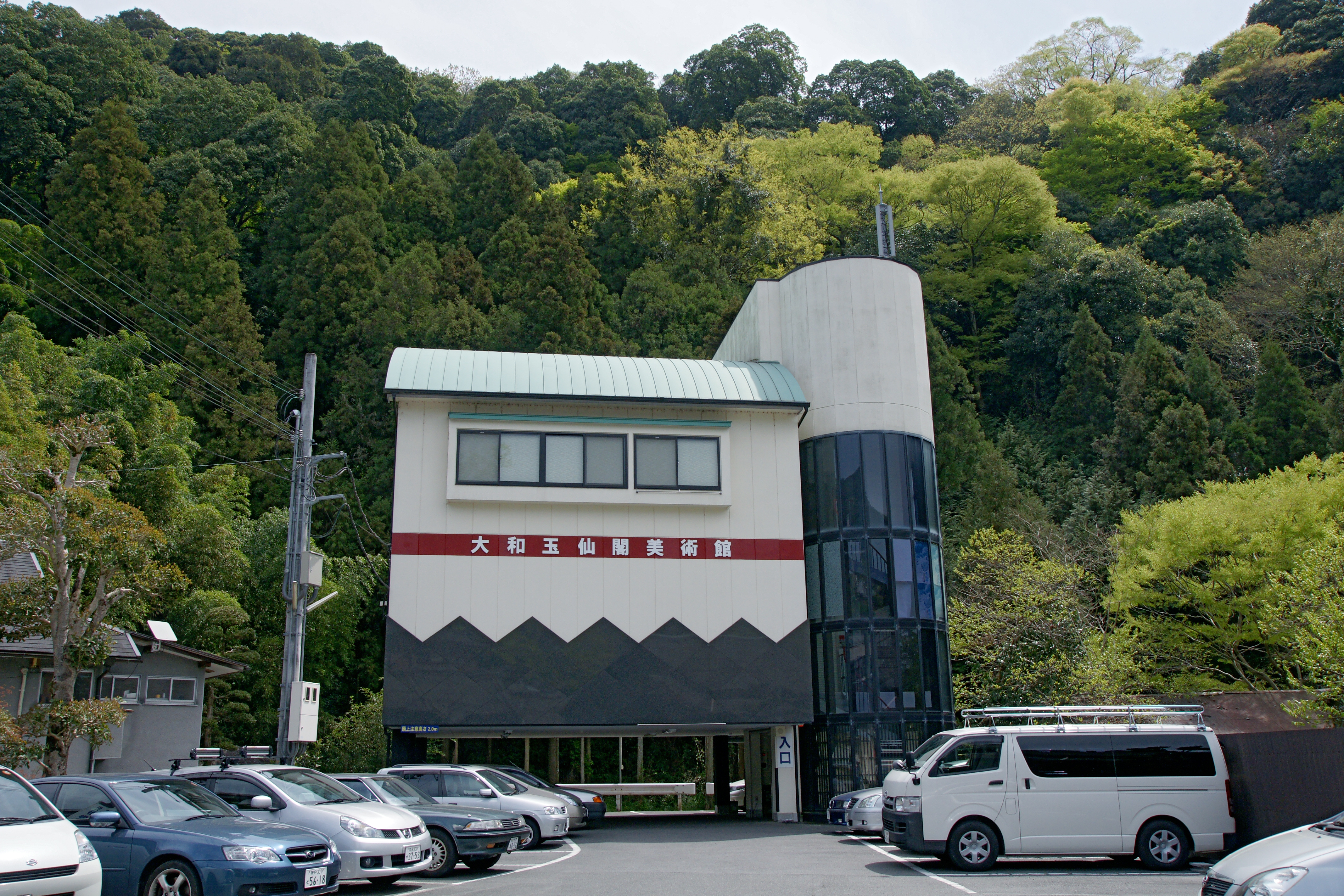
大和玉仙閣美術館

## 交通
- 近鉄大阪線 長谷寺駅
- 国道165号 - 初瀬街道。三重県松阪市の六軒までを結ぶ。鉄道が開通するまではお伊勢参りをする人たちで賑わった。